# オランダ海軍艦艇一覧
オランダ海軍艦艇一覧は、オランダ王国海軍が過去に保有した、または現在保有するもしくは将来保有する予定の未完成・計画中止を含めた歴代艦艇一覧である。

## 現有勢力（2024年時点）
- 国防予算：152億ドル[1]
- 海軍人員：5,400名[1]
- 艦船隻数：49隻（排水量20t以上）[1]

潜水艦×4
ワルラス級
フリゲート×5
デ・ゼーヴェン・プロヴィンシェン級
カレル・ドールマン級
哨戒艦×4
ホラント級
ドック型輸送揚陸艦×2
ロッテルダム級
揚陸艇×17
掃海艇×5
給油艦×1
統合補給支援艦×1
補給支援艦×1
潜水艦支援艦×1
指揮艦×1
測量艦×2
練習艦艇×5
- 航空機数：19機

艦載ヘリコプター×19
- コースト・ガード：船艇約25隻、航空機約10機[1]

## 艦艇一覧（近代海軍以前）

### ガレオン
- エーンドラヒト（Eendracht）
- ブレデロエ（Brederoe）
- レルウィッヒ（Lerwich）

### 戦列艦
第1等戦列艦
- ゼーウェン・プロビンシェン（Zeven Provincien）

第2等戦列艦
- ミデルブルフ（Middelburg） - 1699年、88門
- アムステルダム（Amsterdam） - 1712年、96門

第3等戦列艦
- ナッサウ（Nassauw） - 1698年、64門
- バウス（Buis） - 1708年、62門
- スタッレンベルフ（Starrenberg） - 1708年、64門
- ロースドレヒト（Loosdregt） - 1710年、64門
- ブツェラール（Boetzelaer） - 1711年、64門
- デ・プルメル（De Purmer） - 1714年、64門
- レイデン（Leyden） - 1715年、72門
- ヘルダーラント（Gelderland） - 1716年、72門
- ローゼンダール（Roozendaal） - 1717年、64門
- サウテルワウデ（Souterwoude） - 1719年、64門
- ガウダ（Gouda） - 1719年、72門
- カステール・ファン・エヒモント（Kasteel van Egmont） - 1722年、64門
- トーレン（Tholen） - 1723年、64門
- ヘームステーデ（Heemstede） - 1724年、64門
- カステール・ファン・メーデンブリック（Kasteel von Medenblick） - 1725年、64門
- マース（Maas） - 1727年、74門
- プロヴィンシ・ウトレヒト（Provincie Utrecht） - 1728年、64門
- フライハイト（Vrijheid） - 1731年、72門
- ジーリックゼー（Zierikzee） - 1733年、64門
- テル・グス（Ter Goes） - 1733年、64門
- フリシンゲン（Vlissingen） - 1733年、58門
- ハールレム（Haarlem） - 1737年、72門

### フリゲート
帆走
- ケウルズ・ガレー
- （Te Veere） - 1697年、52門
- （Matenes） - 1704年、54門
- （Wolfswinkel） - 1708年、50門
- （'t Huis te Nek） - 1710年、52門
- （Edam） - 1711年、44門
- （Rossum） - 1712年、44門
- （Ter Meer） - 1712年、52門
- （Duinveld） - 1713年、52門
- （Maarsen） - 1718年、38門
- （Langeveld） - 1720年、38門
- （Burgvlied） - 1722年、44門
- （Polaanen） - 1722年、52門
- （Wageningen） - 1723年、36門
- （Damiaten） - 1723年、52門
- （Vredenhof） - 1724年、44門
- （Meervlied） - 1724年、44門
- （Pallas） - 1724年、44門
- （Valkenburg） - 1725年、52門
- （Beemsterlust） - 1725年、52門
- （Twikkelo） - 1725年、56門
- （Beken Vliet） - 1726年、44門
- （Noordwijk op Zee） - 1726年、44門
- （Oud Teilingen） - 1726年、46門
- （Gorinchem） - 1727年、46門
- （Westerdijkshorn） - 1728年、44門
- （Ramhorst） - 1728年、52門
- （Prins Friso） - 1728年、50門
- （Hilverbeek） - 1729年、44門
- （Boekenroode） - 1729年、52門
- （Leyderdorp） - 1730年、44門
- （Delft） - 1731年、56門
- （Brederode） - 1731年、52門
- （Hof St. Jans Kerke） - 1733年、36門
- （Gouderak） - 1733年、44門
- （Moriaanshoofd） - 1733年、52門
- （Watervlied） - 1733年、52門
- （Middelburg） - 1734年、44門
- （Beschermer） - 1735年、44門
- （Teilingen） - 1735年、44門
- （Assendelft） - 1736年、52門

機走
- （Admiraal van Wassenaer） - 1856年、45門
- （Evertsen） - 1857年、51門
- （Zeeland） - 1859年、51門
- （Adolf Hertog van Nassau） - 1861年、51門
- （Anna Paulowna） - 1867年、20門

### コルベット
帆走
- （Hartekamp） - 1731年、20門
- （Spiegel-bos） - 1731年、20門
- （Zeepaard） - 1733年、20門
- （Windhond） - 1737年、20門

機走
- （Prinses Amalia） - 1855年、19門
- （Medusa） - 1856年、19門
- （Groningen） - 1856年、14門
- （Citadel van Antwerpen） - ??年、14門
- （Vice Admiral Koopman） - ??年、14門
- （Djambi） - 1860年、16門
- （Zoutman） - 1861年、16門
- （Leeuwarden） - 1861年、16門
- （Metallen Kruis） - 1862年、16門
- （Willem） - 1863年、16門
- （Curacao） - 1863年、16門
- （Zilveren Kruis） - 1869年、12門
- （Van Galen） - 1872年、12門

### スループ
機走
- （Vesuvius） - 1859年、10門
- （Cornelis Dirks） - ??年、10門
- （Het Loo） - ??年、10門
- （Reinier Claeszen） - ??年、10門
- （Reteh） - ??年、10門
- （Prinses Marie） - ??年、10門
- （Soembing） - ??年、10門
- （Watergeus） - 1864年、6門
- （Marnix） - 1867年、6門
- （Alkmaar） - 1874年、7門
- （Sommelsdijk） - 1882年、7門
- （Java） - 1885年、6門

### 砲艦
- （Ceram） - 1886年、??門
- （Reiger） - 1887年、2門
- （Zeeduif） - 1890年、??門
- （Zwaan） - 1891年、??門
- （Pelikaan） - 1891年、??門
- （Flamingo） - 1891年、??門
- （Cycloop） - 1892年、??門
- （Argus） - 1892年、??門
- （Nias） - 1894年、??門
- （Glatik） - 1894年、??門
- （Edi） - 1896年、??門
- （Hazenwind） - 1898年、??門
- （Dog） - 1898年、??門
- （Brak） - 1898年、??門
- （Telegraaf） - 1899年、??門
- （Spits） - 1899年、??門
- （Kwartel） - 1901年、??門

## 艦艇一覧（近代海軍）

### 主力艦

#### 戦艦
草創期の戦艦
- （De Ruyter） - 1隻 ※ 舷側砲門艦

- プリンス・ヘンドリック・デル・ネーデルランデン（Prins Hendrik der Hederlanden） - 1隻 ※ 中央砲塔艦

- Buffel級 - 2隻 ※ 中央砲塔艦（Turret Ram）

（Buffel）、（Guinea）、
- Schorpioen級 - 2隻 ※ 中央砲塔艦（Turret Ram）

（Schorpioen）、（Stier）、
- （Koning der Nederlanden） - 1隻 ※ 中央砲塔艦（Rigged Turret Ship）

海防戦艦

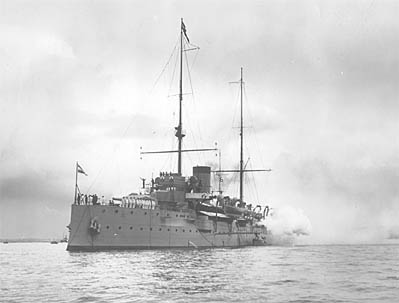
Marten Harpertzoon Tromp(1907)

- （Reinier Claeszen） - 1隻

- Evertsen級 - 3隻

（Evertsen）、（Piet Hein）、（Kortenaer）
- コーニンギン・レゲンテス級 - 3隻

コーニンギン・レゲンテス（Koningin Regentes）、デ・ロイテル（De Ruyter）、ヘルトーグ・ヘンドリック（Hertog Hendrik）
- マールテン・ハーペルソン・トロンプ （Marten Harpertzoon Tromp） - 1隻

- ヤコブ・ヴァン・ヘームスケルク（Jacob van Heemskerck） - 1隻

- デ・ゼーヴェン・プロヴィンシェン（De Zeven Provincien） - 1隻

弩級戦艦
- 1914年案級戦艦 - 9隻（計画のみ）

- 1940年級巡洋戦艦 - 3隻(未成)

モニター艦
- ヘイリヘルレー級 - 3隻

（Heiligerlee）、（Krokodil）、（Tijger）
- Bloedhond級 - 2隻

（Bloedhond）、（Cerberus）
- Adder級 - 6隻

（Adder）、（Haai）、（Hyena）、（Luipaard）、（Panter）、（Wesp）
- （Draak） - 1隻

- （） - 1隻
- マタドール（Matador） - 1隻

- （Reinier Claeszen） - 1隻

- Brinio級 - 3隻

（Brinio）、（Frisco）、（Gruno）

#### 航空母艦
- カレル・ドールマン　※元、コロッサス級航空母艦ヴェネラブル (HMS Venerable, R63)
- カレル・ドールマン 　※元、ナイラナ級航空母艦ナイラナ (HMS Nairana, D05)

### 水上戦闘艦

#### 巡洋艦
草創期の巡洋艦
- アチェ級 - 6隻

アチェ（Atjeh）、トロンプ（Tromp）、コーニンギン・エンマ・デル・ネーデルランデン（Koningin Emma der Nederlanden）、デ・ロイテル（De Ruyter）、ファン・スペイク（Van Speijk）、ヨハン・ヴィレム・フリーゾ（Johan Willem Friso）
防護巡洋艦
- スマトラ（Sumatra） - 1隻

- コーニンギン・ヴィルヘルミナ・デル・ネーデルランデン（Koningin Wilhelmina der Nederlanden） - 1隻

- ホラント級 - 6隻

ホラント（Holland）、ゼーラント（Zeeland）、フリースラント（Friesland）、ヘルダーラント（Gelderland）、ノールトブラーバント（Noordbrabant）、ユトレヒト（Utrecht）
軽巡洋艦
- ジャワ級 - 2隻（1隻建造中止）

ジャワ（Java）、スマトラ（Sumatra）
※ ''建造中止：
セレベス（Celebes）
- デ・ロイテル（De Ruyter）
- トロンプ級軽巡洋艦

トロンプ（Tromp）、ヤコブ・ヴァン・ヘームスケルク（Jacob van Heemskerk）
- デ・ロイテル級巡洋艦（De Ruyter）

デ・ロイテル（De Ruyter）、デ・ゼーヴェン・プロヴィンシェン（De Zeven Provinciën）

#### 駆逐艦
第一次世界大戦以前の駆逐艦
- Fret級 - 8隻

（Fret）、（Wolf）、（Jakhals）、（Bulhond）、（Hermyln）、（Lynx）、（Panter）、（Vos）
大戦間の駆逐艦
- ピート・ハイン級 - 4隻

ヴァン・ゲント（Van Ghent）、エヴェルトセン（Evertsen）、コルテノール（Kortenaer）、ピート・ハイン（Piet Hein）
- ヴァン・ガレン級 - 4隻

ヴァン・ガレン（Van Galen）、ヴィッテ・デ・ヴィット（Witte de Wit）、バンケルト（Banckerts）、ヴァン・ネス（Van Nes）
- ティエル・ヒッデス級駆逐艦 - 4隻

ティエル・ヒッデス、ゲラルト・カレンブルク、イサーク・スウェールズ、フィリップ・ヴァン・アルモンド
- N級 - 2隻

ティエル・ヒッデス、ヴァン・ガレン
第二次世界大戦後の駆逐艦
- ホラント級駆逐艦 - 4隻 ホラント、ゼーラント、ノールトブラバント、ヘルダーラント

- フリースランド級駆逐艦 - 8隻 フリースラント、フローニンゲン、リンブルフ、オーファーアイセル、ドレンテ、ユトレヒト、ロッテルダム、アムステルダム

#### フリゲート
- トロンプ級フリゲート

トロンプ、デ・ロイテル
- ファン・スペイク級フリゲート

ファン・スペイク、ファン・ハレン、チェリク・ヒッデス、ファン・ネス、イサーク・スウェールズ、エヴェルトセン
- コルテノール級フリゲート

コルテノール、カレンブルク、ヴァン・キンスベルケン、バンケルト、ピエト・ハイン、アブラハム・クリンセン、フィリップス・ヴァン・アルモンド、ブロイス・ヴァン・トレスロン、ヤン・ヴァン・ブラケル、ピーテル
- ヤコブ・ファン・ヘームスケルク級フリゲート

ヤコブ・ファン・ヘームスケルク、ウィッテ・デ・ウィス
- カレル・ドールマン級フリゲート - 8隻[2]

カレル・ドールマン、ファン・スペイク、ウィレム・ファン・デル・ザーン、チェリク・ヒッデス、ファン・アムステル、アブラハム・ファン・デル・フルスト、ファン・ネス
- デ・ゼーヴェン・プロヴィンシェン級フリゲート - 4隻[1]

デ・ゼーヴェン・プロヴィンシェン（F802 De Zeven Provinciën）、トロンプ（F803 Tromp）、デ・ロイテル（F804 De Ruyter）、エヴェルトセン（F805 Evertsen）

#### スループ
- Flores級 - 2隻

（Flores）、（Soemba）

### 潜水艦

#### 通常動力型潜水艦
第一次世界大戦までの潜水艦
- 『ホランド』型 - 1隻

O-1
- 『ホワイトヘッド』型 - 4隻

O-2、3、4、5
- 『ホワイトヘッド』型 - 1隻

K-1
- 『ホランド』型 - 1隻

O-6
- 『デニー』型 - 1隻

O-7
- 『デニー』型 - 1隻

K-2
- 『ホランド』型 - 2隻

K-3、4
WW IIまでの潜水艦
- 『デニー』型 - 3隻

K-5、6、7
- 『ホランド』型 - 3隻

K-8、9、10
- 『ホランド』型 - 1隻

O-8
- M-1[9] - 1隻

- 『O-9』級 - 3隻

O-9、10、11
- 『K-11』級 - 3隻

K-11、12、13
WW II後の潜水艦
- ワルラス級 - 4隻[1]

ワルラス、ゼーレーブ、ドルフィン、ブルインヴィス

### 機雷戦艦艇

#### 敷設艦艇
機雷敷設艦
- Hydra級 - 2隻

（Hydra）、（Medusa）
- （Hercules） - 1隻 ※ Tug Type

- Van Meerlant級 - 2隻

（Van Meerlant）、（Douwe Aukes）
- Marie-I級 - 4隻

（Marie-I）、（Marie-II）、（Anna）、（Pauline）
- プロ・パトリア（Pro Patria） - 1隻

- クラカタウ（Krakatau） - 1隻

- プリンス・ファン・オラニエ
- ハウデン・レーウ

#### 掃海艦艇
掃海艇
- 各型 - 4隻

I、II、III、IV
- A型 - 4隻 ※ 蘭印用

A、B、C、D

### 両用戦艦艇

#### 揚陸艦艇
ドック型揚陸艦
- ロッテルダム級 - 2隻[3]

ロッテルダム（L800 Rotterdam）、ヨハン・デ・ウィット（L801 Johan de Witt）

### 哨戒艦艇

#### 哨戒・警備艦艇
砲艦
- Rhenus級 - 4隻 ※ 河用砲艦

（Rhenus）、（Mosa）、（Isala）、（Merva）
- Amstel級 - 11隻

（Amstel）、（Aart van Nes）、（Bommelerwaard）、（Coehoorn）、（Den Briel）、（Haarlemmermeer）、（Kijkduin）、（Maas en Waal）、（Schouwen）、（Soestdijk）、（Stavoren）
- Banda級 - 2隻

（Banda）、（Riouw）
- Pontianak級 - 4隻

（Pontianak）、（Bandjermasin）、（Palembang）、（Sambas）
- （Aruba） - 1隻

- Batavia級 - 8隻

（Batavia）、（Macassar）、（Madura）、（Samarang）、（Bonaire）、（Bali）、（Padang）、（Benkoelen）
- Suriname級 - 2隻

（Suriname）、（St Eustat）
- Ceram級 - 2隻

（Ceram）、（Flores）
- Lombok級[11] - 2隻

（Lombok）、（Sumbawa）
- （Borneo）[11] - 1隻

- Nias級 - 4隻

（Nias）、（Mataram）、（Edi）、（Seadang）
- Koetei級 - 3隻

（Koetei）、（Siboga）、（Assahan）
- Hydra級 - 14隻

（Hydra）、（Ever）、（Das）、（Dog）、（Fret）、（Geep）、（Gier）、（Havik）、（Raaf）、（Brak）、（Lynx）、（Vos）、（Bever）、（Sperwer）
- Wodan級 - 16隻

（Wodan）、（Balder）、（Braga）、（Freyr）、（Heimdall）、（Njord）、（Thor）、（Tyr）、（Hefring）、（Vali）、（Vidar）、（Bulgia）、（Dufa）、（Hadda）、（Udur）、（Ulfr）
哨戒艦
- ホラント級 - 4隻[2]

ホラント（P840 Holland）、ゼーラント（P841 Zeeland）、フリースラント（P842 Friesland）、フローニンゲン（P843 Groningen）
哨戒艇
- S.M.1級 - 4隻 ※ 蘭印用沿岸高速艇

S.M.1、2、3、4
- Arend級 - 2隻 ※ 蘭印用

（Arend）、（Valk）
水雷艇
- Saetta級 - 2隻

（Saetta）、（Folgore）
- Ardjoeno級 - 3隻

（Ardjoeno）、（Cerberus）、（Cycloop）
- （Batok） - 1隻

- （Dempo） - 1隻

- Empong級 - 5隻

（Empong）、（Foka）、（Goentoer）、（Habang）、（Idjen）
- （Krakatau） - 1隻

- Lamongan級 - 3隻

（Lamongan）、（Makjan）、（Nobo）
- Hydra級 - 5隻

（Hydra）、（Scylla）、（Minotaurus）、（Python）、（Sphinx）
- Ophir級 - 6隻

（Ophir）、（Pangrango）、（Rindjani）、（Smeroe）、（Tangka）、（Wajang）
- Johan van Brakel級 - 4隻

（Johan van Brakel）、（Jan Danielzoon van de Rijn）、（Meijndert Jentjes）、（Willem Willemsze）
- 『G-1』型 - 4隻

G-1、2、3、4
- 『G-5』型 - 4隻

G-5、6、7、8
- 『G-9』型 - 4隻

G-9、10、11、12
- 『G-13』型 - 4隻

G-13、14、15、16
- 『Z-1』型 - 4隻

Z-1、2、3、4
- 『Z-5』型 - 4隻

Z-5、6、7、8
- Etna級 - 2隻

（Etna）、（Hekla）
- Jan Haring級 - 3隻

（Jan Haring）、（Jasper Leynssen）、（Jacob Hobein）
- Michiel Gardeyn級 - 3隻

（K-1 Michiel Gardeyn）、（K-2 Christiaan Cornelis）、（K-3 Willem Warmont）
- Draak級 - 3隻

（Draak）、（Krokodil）、（Zeeslang）
トローラー
- （Vulcanus） - 1隻

- （Triton） - 1隻

漁業監視船
- （Zeehond） - 1隻

- （Dolfijn） - 1隻

- （Nautilus） - 1隻

### 補助艦艇

#### 補給艦艇
補給艦
- ポールステル級 - 2隻

ポールステル（Poolster）、ザウデルクライス（Zuiderkruis）
- アムステルダム（Amsterdam）

給兵艦
- （Bellona） - 1隻

- （Mercuur） - 1隻 ※ Torpedo Transport

#### 支援艦艇
潜水母艦
- （Cornelis Drebbel） - 1隻

- （Pelikaan） - 1隻

#### その他
測量艦・調査船
- Van Gogh級 - 2隻

（Van Gogh）、（Van Doorn）
- （Hydrograaf） - 1隻

- （Tydeman） - 1隻

- （Eilerts de Haan） - 1隻

- （Willebrord Snellius） - 1隻